# Heinz Bongartz (Dirigent)
Heinz Bongartz (* 31. Juli 1894 in Krefeld; † 2. Mai 1978 in Dresden) war ein deutscher Dirigent und Komponist.

## Leben und Wirken

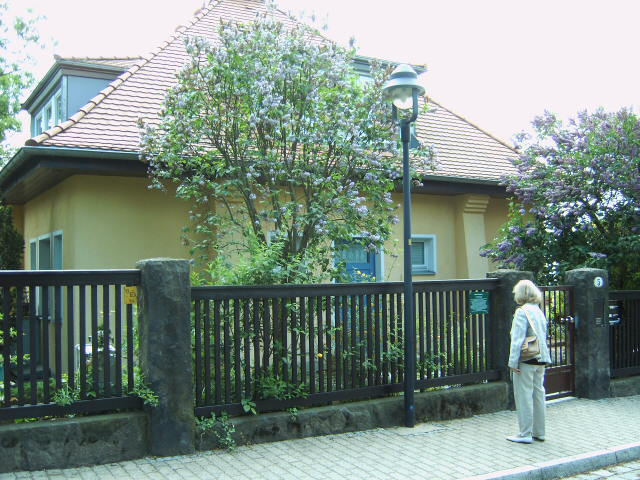
Wohnhaus von Heinz Bongartz in Dresden-Loschwitz (Oeserstraße 5)

Bongartz studierte von 1908 bis 1914 Musik am Konservatorium seiner Heimatstadt Krefeld sowie bei Elly Ney, Otto Neitzel und Fritz Steinbach. 1919 begann seine berufliche Laufbahn zunächst als Chordirigent; 1923 bereits wurde er Operndirektor des Stadttheaters Mönchengladbach. 1924 bis 1926 war Bongartz Kapellmeister beim Berliner Sinfonieorchester, anschließend bis 1930 Leiter der Landeskapelle Meiningen, danach bis 1933 Musikalischer Oberleiter in Gotha. 1933 bis 1937 bekleidete er das Amt des 1. Staatskapellmeisters in Kassel und war von 1939 bis 1944 Generalmusikdirektor in Saarbrücken. Am 6. März 1941 beantragte er die Aufnahme in die NSDAP und wurde zum 1. April desselben Jahres aufgenommen (Mitgliedsnummer 8.744.959).
Danach widmete sich Bongartz nach Jahren der Tätigkeit als Operndirigent verstärkt dem Konzert und wurde Generalmusikdirektor der Dresdner Philharmonie, der er von 1947 bis 1963 als Chefdirigent vorstand. In der Anfangszeit dieser Jahre war Bongartz Professor für Dirigieren an der Leipziger Musikhochschule (1946 und 1947). 1969 wurde er Korrespondierendes Mitglied der Deutschen Akademie der Künste in Berlin (Ost).
Als Dirigent setzte er sich vornehmlich für Werke zeitgenössischer Komponisten (z. B. Paul Hindemith) ein und machte sich vor allem mit seinen Interpretationen der Werke von Johannes Brahms und Anton Bruckner einen Namen. Er hinterließ Einspielungen mit Werken von Beethoven, Brahms, Rachmaninoff, Reger, Hindemith und von Werken zeitgenössischer Komponisten der DDR.
Bongartz war 1950 bis 1952 Mitglied im sächsischen Landtag (SED).

## Ehrungen

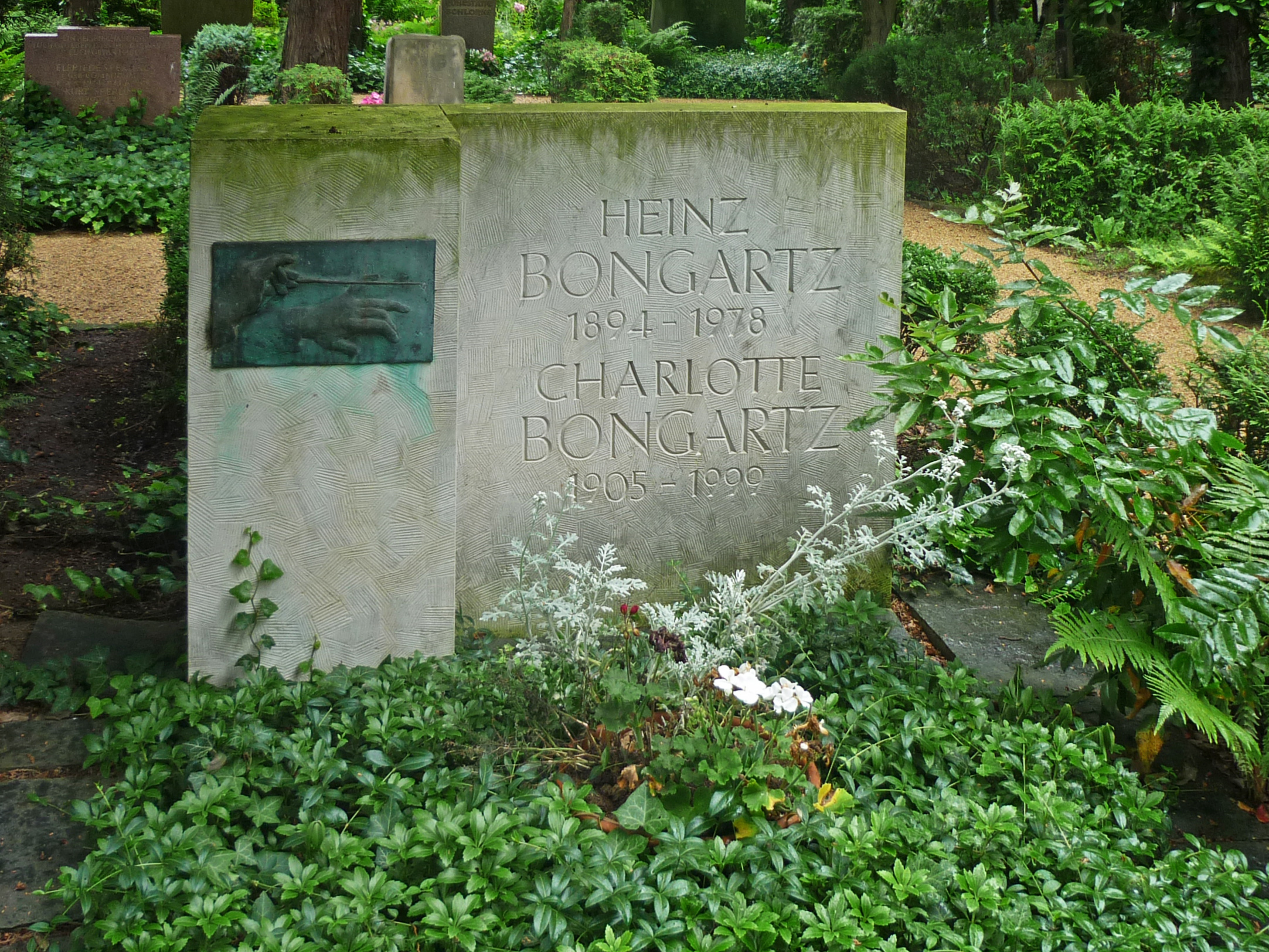
Grab von Heinz Bongartz auf dem Loschwitzer Friedhof

An Heinz Bongartz erinnert seit Ende der 1990er Jahre eine Straße im Dresdner Stadtteil Nickern. Außerdem ist an seinem früheren Wohnhaus Oeserstraße 5 in Dresden-Loschwitz eine Gedenktafel angebracht. Sein Grab befindet sich auf dem Loschwitzer Friedhof.

## Darstellung Bongartz’ in der bildenden Kunst
- Wilhelm Rudolph: Generalmusikdirektor Prof. Heinz Bongartz (Öl, 1960, 120 × 89 cm; Galerie Neue Meister Dresden)[3]

## Kompositionen und Einspielungen
- Zwei Suiten für Orchester (1940 und 1949)
- Verwandlungen und Fuge über ein Thema von Mozart (1942)
- Orchesterlieder „Japanischer Frühling“; für Sopran und Orchester (1943)
- Burleske und Scherzo (1957)
- Patria o muerte (1961)
- Sinfonie (1964)
- Rembrandt-Suite (1967)

## Nachlass
Der kompositorische Nachlass von Heinz Bongartz wird in der Musikabteilung der Sächsischen Landesbibliothek – Staats- und Universitätsbibliothek Dresden  aufbewahrt.